# Pont Louis Philippe

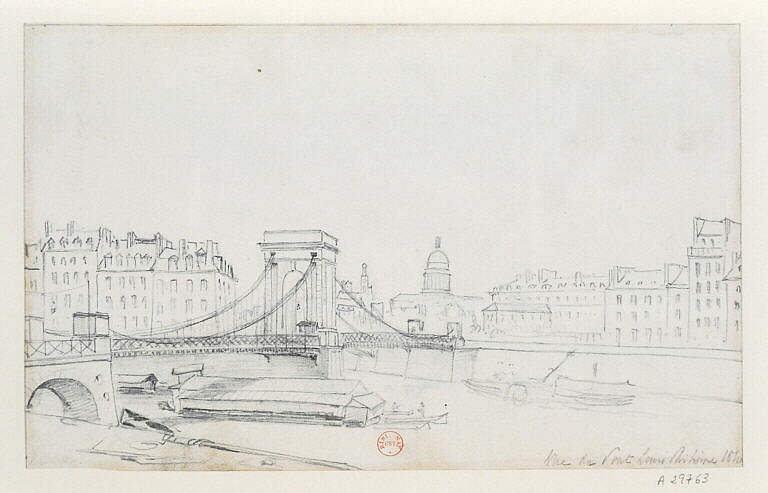
Most na rysunku z 1840

Pont Louis Philippe (Most Ludwika-Filipa) – paryski most łączący Wyspę Świętego Ludwika z prawym brzegiem Sekwany. Zbudowany z kamienia, z metalowymi elementami dekoracyjnymi, ma 100 metrów długości oraz 15 metrów szerokości, jest oparty na czterech filarach o obwodzie czterech metrów. 

## Historia
Most został zaprojektowany przez Marca Séguina. W czasie uroczystości rocznicy wstąpienia na tron Ludwika Filipa I 29 lipca 1833, król położył pierwszy kamień pod budowę nowego mostu. Rok później, 26 lipca 1834, został otwarty dla ruchu kołowego i pieszego. W 1848 przeszedł remont i zmienił nazwę na Pont de la Réforme – Most Reformy.
W 1852 w czasie wielkiej przebudowy Paryża most został zburzony wobec zmian zaszłych w układzie urbanistycznym miasta. Jednak w 1860 most został odbudowany według projektu Edmonda Féline-Romany'ego i Jules’a Savarina i zainaugurowany w kwietniu 1862.